# Peter Dietze
Peter Dietze (* 6. Juni 1936 in Halle (Saale); † 12. Dezember 2011 in Berlin) war ein Diplomat der Deutschen Demokratischen Republik (DDR). Er war von 1988 bis 1990 ständiger Vertreter der DDR beim Sitz der Vereinten Nationen in Genf.

## Leben
Dietze, Sohn eines Försters und Elektrikers, ging nach der Grundschule in die Lehre als Gärtner und wurde Waldarbeiter. 1957 trat er in die Sozialistische Einheitspartei Deutschlands (SED) ein. 1957/58 absolvierte er eine weitere Ausbildung als Waldfacharbeiter in Wippra und studierte danach bis 1959 an der Fachschule für Pflanzenschutz „Edwin Hoernle“ in Halle.
Von 1959 bis 1961 war Dietze als Forstmeister und Sachgebietsleiter für Forst- und Jagdwesen beim Rat des Kreises Querfurt und dann bis 1966 als persönlicher Mitarbeiter des Vorsitzenden des Rates des Kreises Querfurt angestellt.
Von 1967 bis 1971 studierte Dietze an der Deutschen Akademie für Staats- und Rechtswissenschaften (DASR) in Potsdam und erreichte das Diplom in Staatswissenschaften. Nach einem Forschungsstudium wurde er 1973 promoviert.
Im selben Jahr wurde Dietze politischer Mitarbeiter im Ministerium für Auswärtige Angelegenheiten der DDR und war dort ab 1979 Leiter der Abteilung Internationale Ökonomische Organisationen im Range eines Botschafters. Dietze war in den 1980er Jahren einer der vier Vizepräsidenten des Wirtschafts- und Sozialrates der Vereinten Nationen (ECOSOC).
Vom 3. Oktober 1988 bis zur deutschen Wiedervereinigung 1990 war Dietze ständiger Vertreter der DDR beim Sitz der Vereinten Nationen in Genf.

## Schriften (Auswahl)
- (zusammen mit Wolfgang Spröte): Zu den Auseinandersetzungen in der UNO über die Verwirklichung der Aufgaben und Ziele der zweiten Entwicklungsdekade. In: Deutsche Außenpolitik (1972), Heft 6, S. 1174–1186.
- Die Auseinandersetzungen um eine internationale Entwicklungsstrategie für die zweite UNO-Entwicklungsdekade als Bestandteil des politisch-ideologischen Kampfes zwischen Sozialismus und Imperialismus im UNO-System. DASR, Institut für Internationale Beziehungen, Potsdam 1973 (Dissertation A).